# Hell's Kitchen Hrvatska (1. sezona)
Prva sezona je početna sezona kulinarskog talent showa Hell's Kitchen Hrvatska.
Prijave za natjecanje bile su otvorene od 23. rujna 2023. Prikazivanje je započelo 31. siječnja 2024. godine na televizijskom kanalu RTL, a nastavilo se svakog tjedna od srijede do petka, uz premijerno emitiranje 24 sata prije na RTL-ovoj streaming platformi Voyo. Finalna epizoda bila je prikazana u subotu 15. lipnja 2024. godine.
Voditelj showa i chef bio je hrvatski kuhar Tomislav Gretić, dok su njegovi pomoćnici, sous chefovi, bili Ivana Bekavac i Ivan Vrbanec.
Pobjednik prve sezone showa bio je Viktor Vercoustre.

## Natjecatelji
Show je započeo s predstavljanje 18 kandidata te podjelom u dva tima prema odabiru glavnog chefa: crvene i plave. Tijekom emitiranja u emisiju su se priključila još četiri člana, po dva u svakom timu.
| Ime i prezime kandidata | Godine | Grad           | Tijek natjecanja                  |
| ----------------------- | ------ | -------------- | --------------------------------- |
| Viktor Vercoustre       | 36     | Zagreb         | Pobjednik sezone                  |
| Vehid Šaldić            | 24     | Gradačac       | Drugoplasirani kandidat/kinja     |
| Lucija Turčinov         | 30     | Murter         | Eliminiran/a - 58. epizoda        |
| Mauro Renje             | 28     | Šibenik        | Eliminiran/a - 58. epizoda        |
| Anel Tomašić            | 27     | Podturen       | Eliminiran/a - 57. epizoda        |
| Domagoj Čirjak          | 28     | Zadar          | Eliminiran/a - 54. epizoda        |
| Chiara Ožaković         | 24     | Zadar          | Eliminiran/a - 51. epizoda        |
| Milena Krizmanić        | 32     | Metković       | Eliminiran/a - 48. epizoda        |
| Nikola Mrvac            | 27     | Gornja Lomnica | Eliminiran/a - 45. epizoda        |
| Dominik Kovačićek       | 22     | Zagreb         | Eliminiran/a - 42. epizoda        |
| Roko Kunčić             | 20     | Kaštel Novi    | Eliminiran/a - 39. epizoda        |
| Roko Ćibarić            | 23     | Zagreb         | Eliminiran/a - 36. epizoda        |
| Marko Leutar            | 28     | Županja        | Eliminiran/a - 33. epizoda        |
| Marjana Tikel           | 37     | Motovun        | Eliminiran/a - 30. epizoda        |
| Tomislav Subašić        | 46     | Vinkovci       | Eliminiran/a - 27. epizoda        |
| Sara Marčina            | 23     | Zadar          | Eliminiran/a - 24. epizoda        |
| Tea Pilat               | 30     | Daruvar        | Eliminiran/a - 18. epizoda        |
| Josip Šantek            | 32     | Bibinje        | Eliminiran/a - 15. epizoda        |
| Emina Huseljić          | 30     | Visoko, BIH    | Eliminiran/a - 9. epizoda         |
| Damir Glasnović         | 28     | Mali Lošinj    | Diskvalificiran/a - 8./9. epizoda |
| Dean Vučin              | 33     | Velika Gorica  | Eliminiran/a - 6. epizoda         |
| Dragomir Matijević      | 38     | Petrinja       | Eliminiran/a - 3. epizoda         |

## Finalna epizoda
Finalna epizoda emitirana je 14. lipnja 2024. na platformi Voyo, a 15. lipnja 2024. na kanalu RTL. Svaki od finalista odabrao je pet pomoćnika kuhara koji su pripremali njihova u 36 tanjura.
Viktor je odabrao pomoćnike: Luciju, Domagoja, Nikolu, Maura i Marka, a Vehid: Dominika, Roka K., Roka Ć., Chiaru i Eminu.
|                    | Viktor                                                                    | Vehid                                                        |
| ------------------ | ------------------------------------------------------------------------- | ------------------------------------------------------------ |
| Hladno predjelo    | Carpaccio hobotnice, medvjeđi luka, bob, rikula, heljda, ravigotte umak   | Spicy and beef, gušća jetra, šafran, vrganj                  |
| Toplo predjelo     | Kelj, gušća jetra, kisela repa, maslačak, jus prošek rasol                | Romb u teksturama, cvjetača, češnjak, kozice , rotkvice, čaj |
| Glavno riblje jelo | Medaljon grdobine, mladi krumpir, raštika, crni češnjak, šparoge, kaparun | Zubatac, mlijeko, crno ulje, brokulini, kelj, jus            |
| Glavno mesno jelo  | Janjeći kotlet, komorač, bijeli miso, ljutika, chili ulje, jus liquorice  | Srna, goveđi rep, smrčak, crna truba, mrkva, kruška          |
| Desert             | Lemon curd, limeta, biskvit ružmarin, bosiljak, menta, limoncello         | Tufahija i riža                                              |

## Vanjske poveznice
- Službena stranica na RTL-u
- Službena stranica na Facebooku
- Službena stranica na Instagramu
- Hell's Kitchen Hrvatska u internetskoj bazi filmova IMDb-a